# Andrea Lowe
Andrea Lowe (* 1. Mai 1975 in Arnold bei Nottingham) ist eine britische Schauspielerin. Sie ist dem deutschen Publikum vor allem durch ihre Rolle in der Fernsehserie Inspector Banks als Detective Sergeant (DS) Annie Cabbot und aus Agatha Christie’s Marple verfilmten Roman Ordeal by Innocence (erste Episode 2007) als Maureen bekannt geworden.

## Leben
Sie wuchs in einer Upper-Class-Familie in Arnold auf und besuchte dort auch die Schule. Bereits in der Schule engagierte sie sich für das Theater, ihre erste Rolle hatte sie dabei in The Token King. Sie besuchte die Redhill Comprehensive School und engagierte sich danach in der Nottingham-based Acorn Theatre Group. Nach ihrem Schulabschluss studierte sie in London Englisch und Theater; dadurch wurde sie motiviert, eine Karriere als Schauspielerin anzustreben.
Ihre professionelle Karriere begann sie am Crucible Theatre in Sheffield mit einer Produktion von Harold Pinters Stück The Birthday Party (Die Geburtstagsfeier). 1993 begann ihre Filmkarriere mit der Musikkomödie The Token King. 2000 war ihr Debüt als Jackie Dean im Fernsehen mit Doctors. Ein großer Erfolg war die Serie Inspektor Banks (ab 2010), basierend auf Romanen von Peter Robinson; die Serie gewann den Royal Television Society Yorkshire Programme Awards. Zurzeit arbeitet sie als Eve Pembery in der TV-Serie Agatha Raisin (2018).
Ihre für Deutschland bearbeiteten Filme und Fernsehserien wurden von den Synchronsprecherinnen Tatjana Pokorny (als Mrs. Chadwick in Dr. Monroe (2011–2012, Staffel 1) und als Lady Eleanor Luke in Die Tudors (2007–2010, in Episode 3,4 (Staffel 2)), von Elisabeth von Koch (als DS Annie Cabbot in Inspector Banks – Mord in Yorkshire (2010–2016, 25 Episoden)), von Anna Carlsson (als Donna Armstrong in Accused – Eine Frage der Schuld (2010–2012, 1 Episode), von Natascha Geisler (als Philippa Garwood in Lewis – Der Oxford Krimi (2007–2015, 2 Episoden) und von Peggy Sander (als Rita in When the Lights went Out. 2012) synchronisiert.

## Privates
Sie lebt seit 2009 mit ihrem Lebensgefährten, dem Geschäftsmann und Modeeinkäufer Terry Betts, und ihrem Sohn (* Mai 2012) in East End in London. Betts hat einen weiteren Sohn aus einer früheren Beziehung eingebracht, den sie zu adoptieren gedenken.
2017 engagierte sie sich für NSPCC Childline service for children in Woodthorpe in Nottinghamshire, die sich für die Rechte von Kindern einsetzt.

## Filmografie (Auswahl)

### Filme
- 1993 The Token King (als Kim)
- 2000 Threesome (als Melanie)
- 2001 Pandaemonium (Rolle der Edith Southey)
- 2002 Club Le Monde (als Sarah)
- 2010 Route Irish (als Rachel)
- 2013 The Arbiter (als Kate)

### Fernsehen
- 2000 The Sleeper (als Donna)
- 2000 Doctors (als Jackie Dean)
- 2000 Nature Boy (als Claire Whitaker)
- 2001 Peak Practice – Suffer the Little Children (als Zoë Thomson)
- 2002 Rescue Me (als Melanie Woods).
- 2003 New Tricks – Die Krimispezialisten (als Tina Murphy)
- 2004 A Thing Called Love (als Liz Leech)
- 2004 No Angels (als Julia)
- 2005 Love Soup – "The Reflecting Pool" (als Tina)
- 2006 Cracker (als Elaine)
- 2006 The Bill (als Leigh Bevan)
- 2006 Where the Heart Is (als Zoë Phelps)
- 2006 Murder City – "Death of a Ladies' Man" (als Helen Osborn)
- 2007 Mystery (als Maureen)
- 2007 Murphy's Law (als Kim Goodall)
- 2008 The Tudors (als Lady Eleanor Luke)
- 2008 Torchwood Season (als Katie)
- 2008 No Heroics Season One (Vicci)
- 2008 Gerichtsmedizinerin Dr. Samantha Ryan – Staffel 12/Episode 5
- 2008 Silent Witness (als Emily Wright)
- 2009 Coronation Street (als Naomi)
- 2009 Shameless – Staffel 6/Episode 2 (als Zeta)
- 2009 The Unloved (als Vicki)
- 2010–2016 Accused – Eine Frage der Schuld (als Donna Armstrong)
- 2010–2015 Inspector Banks (als DS Annie Cabbot)
- 2011–2012 Dr. Monroe, Staffel 1 (als Mrs. Chadwick)
- 2012 Love Life (als Lucy)
- 2012 When the Lights went Out (als Rita)
- 2014 Inspector George Gently (als Cherry Stretch)
- 2014 Masterpiece (als Philippa Garwood)
- 2014 Lewis – Der Oxford Krimi (als Philippa Garwood und als Mrs. Chadwick)
- 2014 Midsomer Murders Season 16 (Ava Gould)
- 2014 Inspector Barnaby: Da hilft nur beten (als Ava Gould)
- 2016 Houdini & Doyle (als Beatrice Upton)
- 2017 Trust Me – Verrate mich nicht (als Allison Sutton)
- 2018 Agatha Christie’s Marple "Ordeal By Innocence" (als Maureen)
- 2018 Agatha Raisin and the Wizard of Evesham (als Eve Pembery)

### Theater
- How the Other Half Loves (Duke of York's Theatre, West End theatre London)
- Bash (Citizens Theatre Glasgow)
- A Day In Dull Armour (Royal Court Theatre)
- The Birthday Party (Crucible Theatre Sheffield)
- Lost and Found (River House Barn)
- Gong Donkeys (The Bush Theatre)